# Бориневич Антон Самійлович
Анто́н Самі́йлович Борине́вич  (*20 липня 1855, Одеса — †3 грудня 1946) — український статистик-демограф.

## Життєпис
Народився 20 липня 1855 в Одесі.
Ще студентом фізико-математичного ф-ту Імператорського Новоросійського університету зблизився з народницьким гуртком І. Ковальського, за що 1879 був заарештований і висланий до Східного Сибіру. 1882 отримав дозвіл повернутися до європейської частини Росії, а саме до Харкова. Обрав професію земського статиста. Від 1884 працював у Херсоні, а 1887 повернувся до Одеси. Спочатку займав посаду міського статистика, 1890- 1926 завідував створеним ним міським статистичним бюро, де керував одноденним переписами населення 1892, 1897, 1915, 1917. Підтримував професійні зв'язки з російськими статистиками — О. Чупровим, М. Каблуковим та ін. У радянський період продовжував працювати в статистичних органах міста, брав участь у переписах населення 1920, 1923, 1926. 1921 брав участь у заснуванні ОІНГ, реорганізованого 1930 в Одеський кредитно-економічний ін-ут, в якому від 1931 очолював кафедру статистики. Працював в ін-ті до 1946. 1923 при губ. комітеті професійно-технічної та спеціально-наукової освіти була створена комісія з нагоди святкування 40-річного ювілею професійної діяльності вченого.
Помер 3 грудня 1946 в Одесі.

## Науковий доробок
Одночасно з основним родом діяльності вів науково-дослідну роботу, наслідком чого стали 32 друковані праці, які високо цінувалися серед вчених та статистиків-практиків. Будучи вченим секретарем товариства сільського господарства опублікував розвідки про хлібну торгівлю в місті. Напередодні 100-річчя Одеси провів безпрецедентний одноденний перепис населення міста, результати якого увійшли у найвідомішу працю, що була опублікована у 3-х частинах. Висновки цієї роботи дають уявлення про соціально-економічну структуру населення в місті того часу. Був безпосереднім учасником у підготовці ювілейних видань присвячених 100 і 150-річчю Одеси. Під час підготовки видання 1946 виконував обов'язки редактора та готував розділ з історії населення міста.

## Праці
- Очерк хлебной торговли в Одессе. — Одесса, 1890;
- Кое-что из жизни Одессы // Из прошлого Одессы. — Одесса, 1894;
- Одесса. 1794—1894. — Одесса, 1895 (у співавторстві).

## Родина
- Дочка: Бориневич-Бабайцева Зоя Антонівна (1885—1972) — літературознавець, кандидат філологічних наук, доцент.
- Син: Бориневич Анатолій Антонович — економіст, статистик, професор (http://esu.com.ua/search_articles.php?id=37093 [Архівовано 21 травня 2022 у Wayback Machine.])